# K-8 (1959)
K-8 – okręt podwodny o napędzie atomowym  projektu 627A należący do Floty Północnej Marynarki Wojennej ZSRR.
13 października 1960 na Morzu Barentsa doznał poważnej awarii obwodu chłodzącego reaktora, co spowodowało silne skażenie radioaktywne tego akwenu. 
10 stycznia 1970, w ramach największych w historii ZSRR manewrów morskich o kryptonimie Okiean, K-8 otrzymał rozkaz rozstawienia 20 torped z głowicami atomowymi w charakterze min w Zatoce Neapolitańskiej. Miały być one użyte dla zablokowania VI Floty USA.  Nie jest wiadome, czy misja ta została wykonana.
8 kwietnia 1970 K-8 uległ poważnemu wypadkowi. W wyniku pożaru w dwóch przedziałach okrętu, załoga została zmuszona do zatrzymania reaktorów atomowych, a jego dowódca zadecydował o opuszczeniu okrętu. Rozkaz ten jednak został cofnięty na polecenie dowództwa radzieckiej floty. Na okręt powróciły 52 osoby (w tym dowódca), które zginęły 12 kwietnia po zatonięciu okrętu w czasie holowania na Zatoce Biskajskiej. 
W czasie eksploracji wraku na jego pokładzie znaleziono tylko 4 torpedy z pełnego ładunku 24, co może potwierdzać fakt rozstawienia zagrody minowej pod Neapolem.